# Sebastian Papaiani

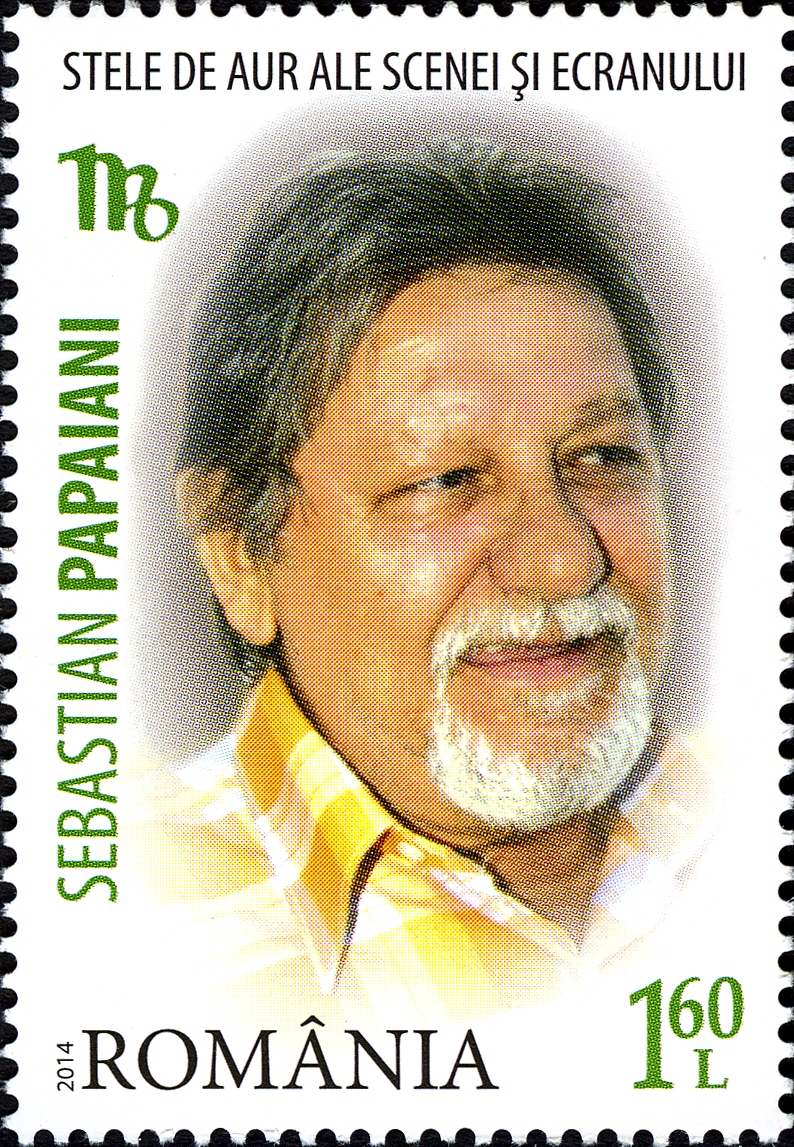
Sebastian Papaiani

Sebastian Papaiani (* 25. August 1936 in Pitești; † 27. September 2016 in Bukarest) war ein rumänischer Schauspieler.

## Leben
Sebastian Papaiani war der Sohn eines griechischen Einwanderers. Er studierte von 1960 bis 1963 Schauspiel an der Nationaluniversität der Theater- und Filmkunst „Ion Luca Caragiale“. Noch im selben Jahr debütierte er mit Ein Lächeln im Sommer und Mitschuldig als Filmschauspieler. In den folgenden Jahren spielte er sowohl beim Theater als auch beim Film.
Papaiani war in seinem Leben zweimal verheiratet. Beim ersten Mal war er 25 Jahre alt. Die Ehe scheiterte nach drei Monaten. Seine zweite Eheschließung erfolgte im Alter von 37 Jahren. Mit der Schauspielerin Eugenia Giurgiu-Papaiani hatte er einen gemeinsamen Sohn. Die Ehe scheiterte, als dieser fünf Jahre alt war. Es folgte ein jahrelanger Sorgerechtsstreit, der teilweise öffentlich ausgetragen wurde.

## Filmografie (Auswahl)
- 1963: Ein Lächeln im Sommer (Un surîs în plină vară)
- 1963: Mitschuldig (Partea ta de vină)
- 1965: Examen (Gaudeamus igitur)
- 1966: An den Pforten der Erde (La porțile pămîntului)
- 1966: Das Geheimnis des Medaillons (Fantomele se grabesc)
- 1966: Die Morgenstunde eines braven Jungen (Diminetile unui baiat cuminte)
- 1968: Ball am Samstagabend (Balul de sîmbata seara)
- 1970: B.D. greift ein (Brigada Diverse intră în acțiune)
- 1970: B.D. im Alarmzustand (Brigada Diverse în alertă!)
- 1970: Die Belagerung (Asediul)
- 1971: B.D. im Gebirge und am Meer (B.D. la munte și la mare)
- 1971: Der Weg aus dem Zwielicht (Facerea lumii)
- 1972: Die Liebe beginnt am Freitag (Dragostea începe vineri)
- 1972: Heute abend tanzen wir im Kreise der Familie (Astă seară dansăm în familie)
- 1973: Abenteuer im Zeichen des weißen Pferdes (Frații Jderi)
- 1973: Die letzte Patrone (Ultimul cartuș)
- 1974: Mit reinen Händen (Cu mîinile curate)
- 1974: Türkenschlacht im Nebel (Ștefan cel Mare)
- 1976: Mihai, der Rotschopf (Roșcovanul)
- 1978: Ich, Du und Ovid (Eu, tu, și... Ovidiu)
- 1979: Wer ist der Milliardär? (Nea Mărin miliardar)
- 1982: Alles für das Fußballspiel (Totul pentru fotbal)
- 1982: Der Rechner gesteht (Calculatorul marturiseste)
- 1986: Die Oberschüler (Liceenii)